# 国米樱
国米樱（Sakura Kokumai，1992年10月2日—）是一名美国日裔空手道运动员，曾获得2019年泛美运动会女子个人赛金牌。她将代表美国参加2020年東京奧運會。
国米樱出生于美国夏威夷州火奴鲁鲁（檀香山），父母均是日本人。她是入围2020年夏季奥林匹克运动会空手道比赛的其中一位美国选手。